# ジョン・ウェズリー・シップ
ジョン・ウェズリー・シップ（John Wesley Shipp,  1955年1月22日 - ）は、アメリカ合衆国の俳優である。

## 来歴
1955年、ヴァージニア州生まれ。数々のテレビシリーズや映画に出演していることで知られ、1980年にテレビ映画『The Dirtiest Show in Town』で映画デビュー。翌年から84年にかけて出演したソープオペラ『ガイディング・ライト』と、同じくソープオペラの『サンタバーバラ』の両方でそれぞれデイタイム・エミー賞も受賞した。
1991年にはキャストが一新され製作されたファンタジー映画シリーズ『ネバーエンディング・ストーリー 第2章』で、主人公バスチアンの父親を演じている。アメリカでは同年からテレビで放映されたアメリカン・コミックスのドラマシリーズ化作品『超音速ヒーロー ザ・フラッシュ』のバリー・アレン / フラッシュ役でも知られ、2014年にリメイクされた『THE FLASH/フラッシュ』では主人公の父親ヘンリー・アレン役で出演している。『ドーソンズ・クリーク』のレギュラーも務めた。
『THE FLASH/フラッシュ』ではシーズン1第1話からヘンリー・アレンとして登場し、度々ゲスト出演した。シーズン2でも同じく登場したが終盤で殺害される。その後、シーズン2最終回からジェイ・ギャリック / フラッシュ（原作での初代フラッシュ）としてゲスト出演をしていた。マルチバース崩壊の際はアース90のバリー・アレン / フラッシュとして登場したが、これは『超音速ヒーロー ザ・フラッシュ』版の存在である（彼曰く「30年もヒーローをやっている））。なお、彼の回想シーンで『超音速～』での映像が一部使用されている（彼とティナのシーン）。

## 出演作品

### 映画
- The Dirtiest Show in Town (1980)
- サマー・ファンタジー Summer Fantasy (1984)
- ネバーエンディング・ストーリー 第2章 The Neverending Story II: The Next Chapter (1990) - バーニー・ブックス
- Baby of the Bride (1991) ※テレビ映画
- Danger Team (1991) ※テレビ映画
- Golden Gate (1994)
- Green Dolphin Beat (1994) ※テレビ映画
- Mr.クライム/知能犯 Soft Deceit (1994)
- DEADLY WEB　デッドリー・ウェブ Deadly Web (1996)
- Lost Treasure of Dos Santos (1997)
- ロードストーカー Road Rage (1999)
- Second to Die (2002)
- Christie's Revenge (2007)
- カーマポリス Karma Police (2008)
- Separation Anxiety (2010)
- Hell and Mr. Fudge (2012)

### テレビドラマ
- ガイディング・ライト The Guiding Light (1981-1984)
- ファンタジー・アイランド Fantasy Island (1983)
- サンタバーバラ Santa Barbara (1986)
- 超音速ヒーロー ザ・フラッシュ The Flash (1990-1991) - バリー・アレン / フラッシュ
- オール・マイ・チルドレン All My Children (1992)
- ヒューマン・ターゲット Human Target (1992)
- NYPDブルー NYPD Blue (1994)
- シスターズ Sisters (1994-1995)
- 犯罪捜査官ネイビーファイル JAG (1995, 2004)
- Strangers (1996)
- S.O.F ソルジャー・オブ・フォーチュン Soldier of Fortune, Inc. (1997)
- ドーソンズ・クリーク Dawson's Creek (1998-2001) - ミッチ・リアリー
- アウター・リミッツ The Outer Limits (2001)
- Palmetto Pointe (2005)
- CSI:ニューヨーク CSI: NY (2006) - パトリック・クイン
- クローザー The Closer (2007) - クリス・コンロイ
- 私はラブ・リーガル Drop Dead Diva (2011) - ダグ・ベイリー
- ワン・ライフ・トゥ・リヴ One Life to Live (2010-2012)
- ティーン・ウルフ Teen Wolf (2012, 2013)
- THE FLASH/フラッシュ The Flash (2014～) - ヘンリー・アレン、ジェイ・ギャリック[注 1] / フラッシュ、バリー・アレン / フラッシュ(『超音速超音速ヒーロー ザ・フラッシュ』版)

## 参照